# Всемирный Кубок чемпионов по волейболу среди женщин 2005
4-й розыгрыш Всемирного Кубка чемпионов по волейболу среди женщин прошёл с 15 по 20 ноября 2005 года в двух городах Японии с участием 6 национальных сборных команд. Обладателем Кубка впервые в своей истории стала сборная Бразилии.

## Команды-участницы
Япония — команда страны-организатора;
Польша — чемпион Европы 2005;
Китай — чемпион Азии 2005;
США — чемпион Северной, Центральной Америки и Карибского бассейна 2005;
Бразилия — чемпион Южной Америки 2005;
Южная Корея — по приглашению организаторов турнира.

## Система проведения
6 команд-участниц розыгрыша Всемирного Кубка чемпионов провели однокруговой турнир, по результатам которого определены итоговые места.

## Результаты
| М | Команда     | 1   | 2   | 3   | 4   | 5   | 6   | И | В | П | С/П  | О  |
| - | ----------- | --- | --- | --- | --- | --- | --- | - | - | - | ---- | -- |
| 1 | Бразилия    |     | 3:0 | 3:2 | 3:0 | 3:0 | 3:0 | 5 | 5 | 0 | 15:2 | 10 |
| 2 | США         | 0:3 |     | 3:0 | 3:1 | 3:0 | 3:0 | 5 | 4 | 1 | 12:4 | 9  |
| 3 | Китай       | 2:3 | 0:3 |     | 3:1 | 3:1 | 3:0 | 5 | 3 | 2 | 11:8 | 8  |
| 4 | Польша      | 0:3 | 1:3 | 1:3 |     | 3:2 | 2:3 | 5 | 1 | 4 | 7:14 | 6  |
| 5 | Япония      | 0:3 | 0:3 | 1:3 | 2:3 |     | 3:0 | 5 | 1 | 4 | 6:12 | 6  |
| 6 | Южная Корея | 0:3 | 0:3 | 0:3 | 3:2 | 0:3 |     | 5 | 1 | 4 | 3:14 | 6  |

Токио
15 ноября
Бразилия — Китай 3:2 (15:25, 17:25, 25:20, 25:20, 15:8); США — Южная Корея 3:0 (25:20, 25:22, 25:20); Польша — Япония 3:2 (25:19, 18:25, 16:25, 26:24, 15:12).
16 ноября
США — Китай 3:0 (25:22, 25:23, 26:24); Бразилия — Польша 3:0 (26:24, 25:18, 25:21); Япония — Южная Корея 3:0 (25:23, 27:25, 25:21).
Нагоя
18 ноября
Китай — Южная Корея 3:0 (25:18, 25:17, 25:19); США — Польша 3:1 (25:20, 21:25, 25:20, 25:19); Бразилия — Япония 3:0 (25:17, 25:19, 25:15).
19 ноября
Бразилия — США 3:0 (25:16, 25:19, 25:19); Южная Корея — Польша 3:2 (26:24, 17:25, 25:18, 15:25, 15:11); Китай — Япония 3:1 (25:15, 21:25, 25:15, 25:19).
20 ноября
Бразилия — Южная Корея 3:0 (25:19, 25:18, 25:20); Китай — Польша 3:1 (17:25, 25:17, 25:19, 25:20); США — Япония 3:0 (28:26, 25:23, 25:16).

## Итоги

### Положение команд
| Бразилия       |
| США            |
| Китай          |
| 4. Польша      |
| 5. Япония      |
| 6. Южная Корея |

### Призёры
Бразилия: Фабиана Клаудино, Каролина Албукерке, Наталия Перейра, Каролин Гаттас (Карол), Фернанда Алвес, Валеска Менезис (Валескинья), Велисса Гонзага (Сасса), Марсель Морайнс, Жаклин Карвальо, Шейла Кастро, Фабиана Алвин ди Оливейра (Фаби), Рената Коломбо (Ренатинья). Главный тренер — Жозе Роберто Гимарайнс.
  США: Даниэль Скотт-Арруда, Тайиба Хэниф-Парк, Линдси Берг, Сара Друри, Элизабет Бахман, Кэтрин Уилкинс, Кассандра Бьюсс, Тереза Кроуфорд, Робин А Моу-Сантос, Нэнси Метколф, Николь Дэвис, Дженнифер Джойнс. Главный тренер — Лан Пин.
  Китай: Ван Имэй, Фэн Кунь, Ян Хао, Лю Яньань, Чу Цзиньлин, Чжоу Сухун, Сю Мин, Ли Цзюань, Сун Нина, Ма Юньвэнь, Чжан На, Чжан Пин. Главный тренер — Чэнь Чжунхэ.

### Индивидуальные призы
MVP:  Шейла Кастро
Лучшая нападающая:  Чжоу Сухун
Лучшая блокирующая:  Фабиана Клаудино
Лучшая на подаче:  Велисса Гонзага (Сасса)
Лучшая в защите:  Юка Сакураи
Лучшая связующая:  Фэн Кунь
Лучшая на приёме:  Чжан На
Лучшая либеро:  Чжан На
Самая результативная:  Шейла Кастро